# Fosterella
Fosterella ist eine Pflanzengattung in der Unterfamilie Pitcairnioideae innerhalb der Familie der Bromeliengewächse (Bromeliaceae). Die seit 2009 etwa 31 Arten sind hauptsächlich im zentralen Südamerika verbreitet. In privaten Sammlungen sind sie selten, obwohl einige Arten leicht zu pflegen sind, aber die meisten botanischen Gärten zeigen einige Arten. Über weitere Nutzungen durch den Menschen ist nichts bekannt.

## Beschreibung

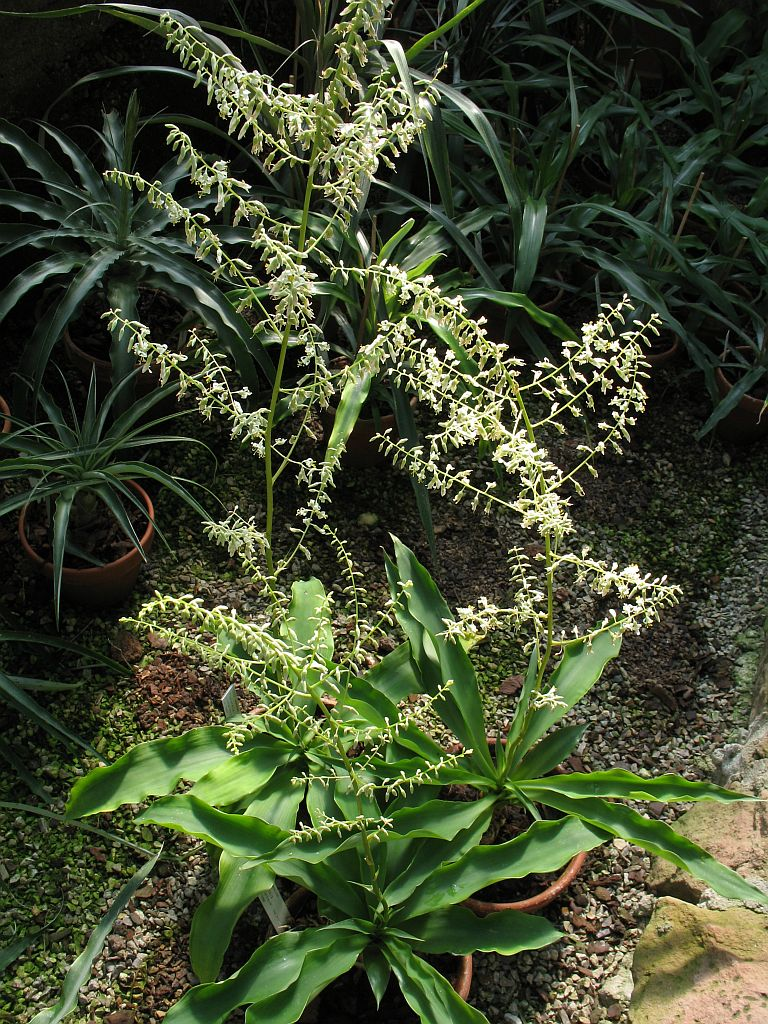
Habitus, Laubblätter und Blütenstände von Fosterella weberbaueri

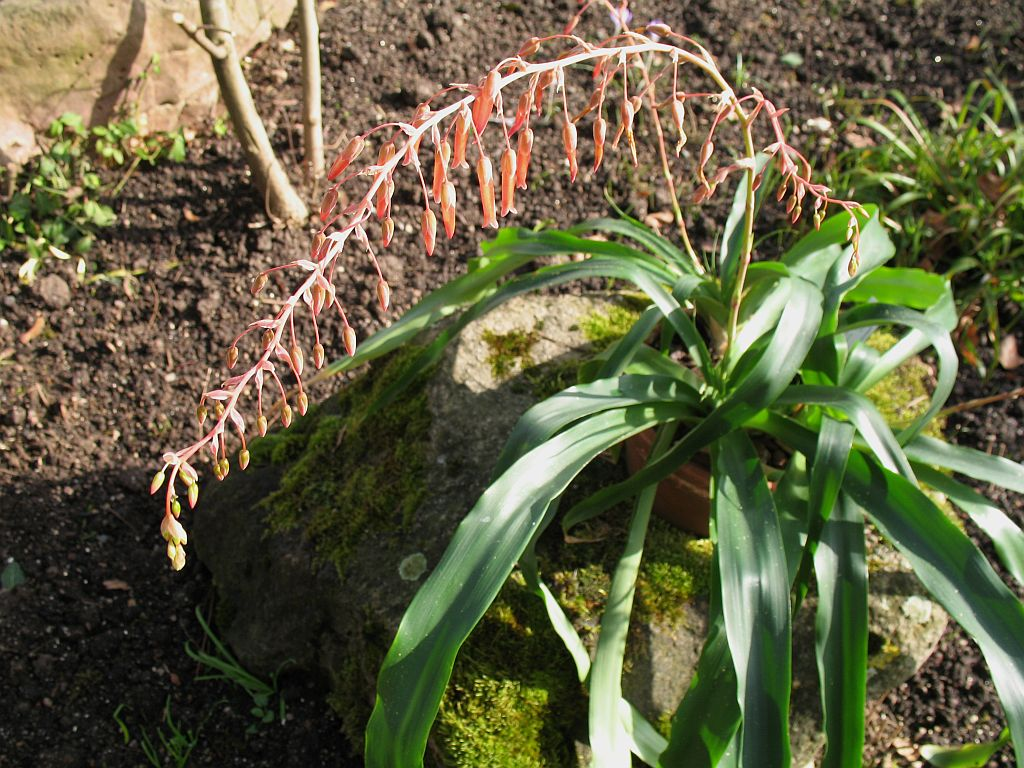
Habitus und Blütenstand von Fosterella spectabilis

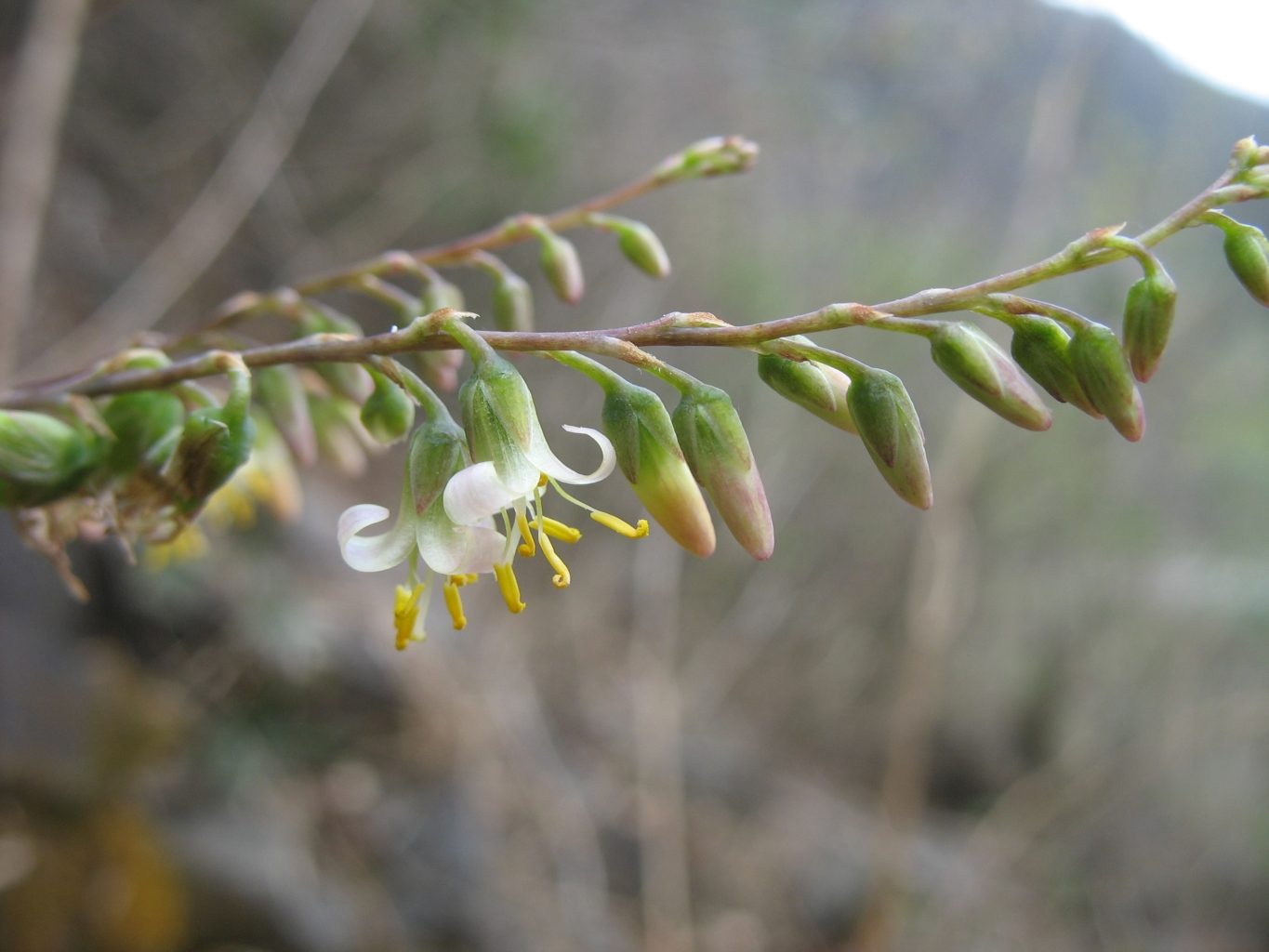
Ausschnitt eines Blütenstandes von Fosterella penduliflora mit dreizähligen radiärsymmetrischen Blüten

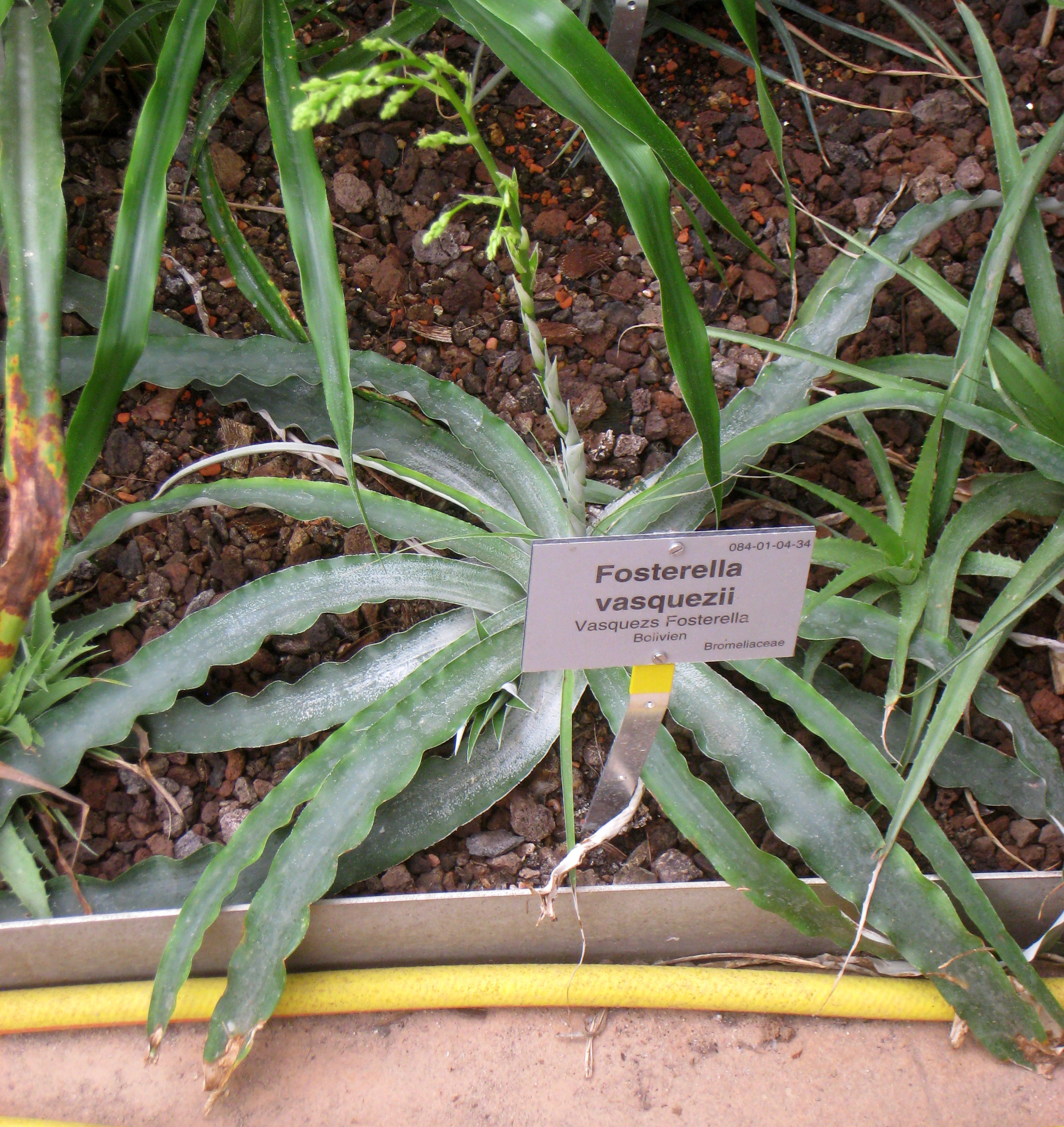
Habitus, Laubblätter und Blütenstände von Fosterella vasquezii

### Habitus und Laubblätter
Die Fosterella-Arten wachsen als immergrüne, mesophytische bis xerophytische, ausdauernde krautige Pflanzen. Das Wurzelsystem ist gut ausgebildet und dient der
Aufnahme von Wasser und Nährstoffen. Die Sprossachsen sind meist gestaucht, nur wenige Arten bilden einen kurzen Stamm (nur bei Fosterella caulescens, Fosterella cotacajensis, Fosterella heterophylla, Fosterella rexiae und Fosterella weddelliana) aus. Sie gedeihen terrestrisch oder lithophytisch (direkt an Felsen). Während des einige Jahre dauernden vegetativen Stadiums bleiben die Pflanzen niedrig, im blühenden Stadium erreichen sie Wuchshöhen von 25 bis zu 200 Zentimetern. Alle Arten sind nicht winterhart. Mit Erneuerungsknospen werden Kindel gebildet und damit eine vegetative Vermehrung ermöglicht.
Die wechselständigen Laubblätter stehen oft in Rosetten an der gestauchten Sprossachse zusammen und liegen oft flach dem Boden auf, bilden aber keine Zisternen, also nicht den typischen Habitus vieler Bromeliengattungen. Selten sind die Laubblätter spiralig an der nicht gestauchten Sprossachse verteilt.
Die Laubblätter sind 1 bis 7 Zentimeter breit und bis zu 100 Zentimeter lang. Die Blattspreiten sind meist linealisch bis lanzettlich und bei einigen Arten sind sie an der Basis mehr oder weniger verschmälert. Der Blattrand ist meist glatt, aber bei einigen Arten ist er an der Blattbasis gezähnt. Bei einigen Arten ist ein Wasserspeichergewebe ausgebildet. Die Blattflächen besitzen besonders an der Unterseite meist schildförmige, nur bei drei Arten sternförmige Trichome.

### Blütenstände und Blüten
Der endständige, dünne, oft relativ lange Blütenstandschaft ist oft behaart und besitzt laubblattähnliche, grüne Hochblätter, die nur bei Fosterella rexiae und Fosterella weddelliana gezähnt ansonsten glattrandig sind. Die selten einfachen, meist locker verzweigten Blütenstände sind aus meist rispigen, seltener traubigen, einseitswendigen oder spreizenden Teilblütenständen zusammengesetzt. Die Teilblütenstände enthalten kleine Trag- und Deckblätter und einige bis viele gestielte, nickende oder aufrechte Blüten.
Die meist relativ kleinen (meistens etwa 1 Zentimeter), unscheinbaren Blüten besitzen ein doppeltes Perianth. Die zwittrigen, dreizähligen Blüten sind mehr oder weniger radiärsymmetrisch. Die drei freien Kelchblätter sind meist grün und kürzer als die Kronblätter. Die freien Kronblätter sind meist weiß bis weißlich, nur bei Fosterella gracilis sind sie gelb und bei Fosterella spectabilis rot. Die Kronblätter besitzen an der Basis keine Schüppchen (Ligula). Die Kronblätter sind je nach Art aufrecht und mehr oder weniger gerade (Fosterella floridensis) bis zurückgebogen (Fosterella penduliflora) oder rollen sich uhrfederartig ein (Fosterella albicans). Es sind zwei Kreise mit je drei freien Staubblättern vorhanden, die manchmal gebogen sind. Die anfangs geraden Staubbeutel rollen später etwas ein. Die drei Fruchtblätter sind zu einem halbunterständigen Fruchtknoten verwachsen. Die Narbe ist meist einfach aufrecht, seltener spiralig gedreht. Die Bestäubung erfolgt meist durch Insekten.
Die Blütenformel lautet:
{\displaystyle \star \;K_{3}\;C_{3}\;A_{3+3}\;G_{\overline {(3)}}\;}

### Früchte und Samen
Es werden kugelige, dreiklappige Kapselfrüchte gebildet mit vielen Samen. Die mit 3 bis 5 mm winzigen, schmalen Samen sind durch zwei Anhängsel flugfähig (Anemochorie), allerdings fliegen sie wohl nicht weit.

### Stoffwechsel und Chromosomenzahl
Es erfolgt C3 Photosynthese und nicht CAM wie bei den am nächsten verwandten Deuterocohnia, Dyckia und Encholirium. Die Chromosomenzahl beträgt meist x = 25, wobei Polyploidie nicht selten ist.

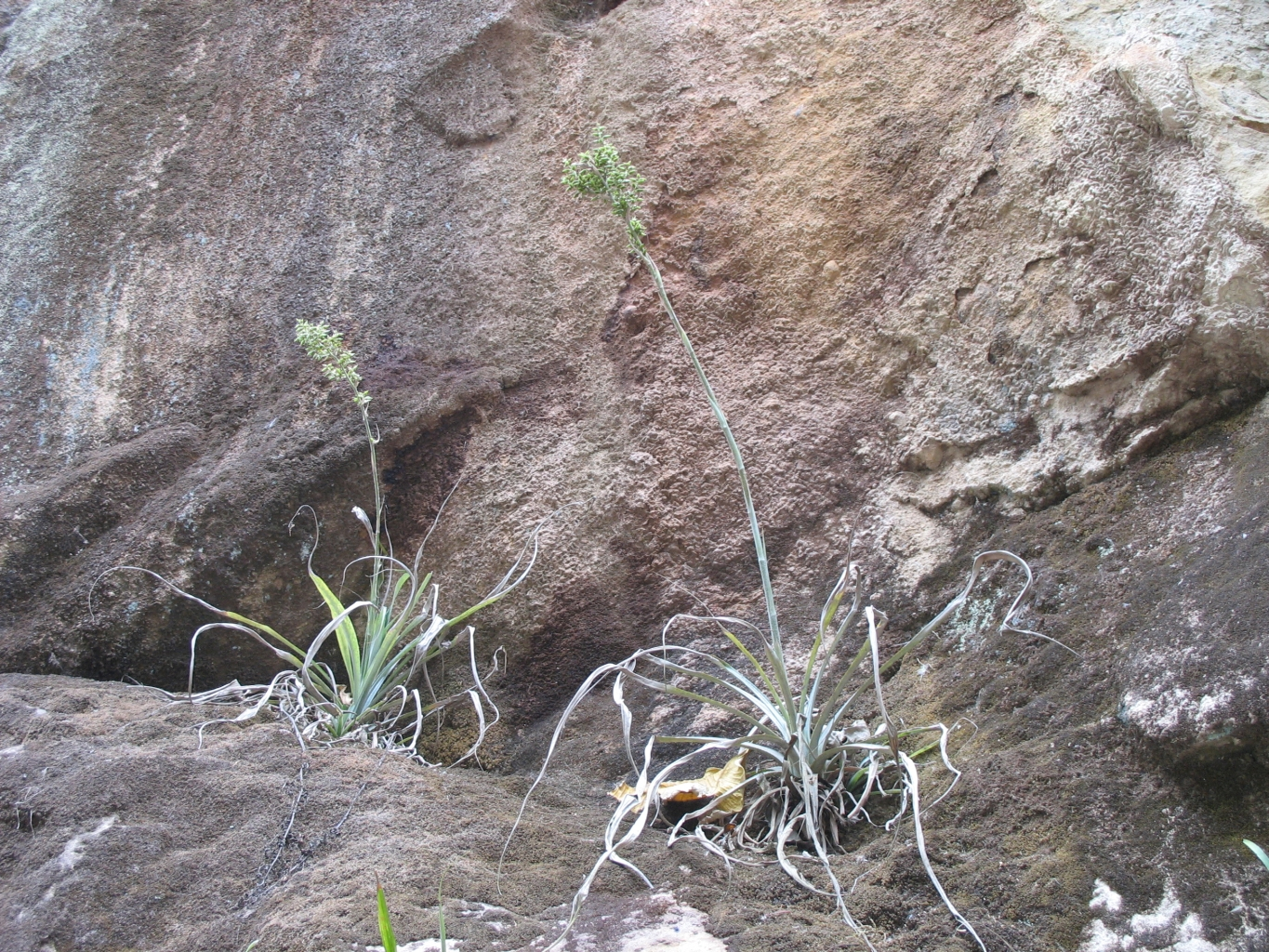
Habitus von Fosterella albicans im Habitat

## Systematik und Verbreitung
Die Gattung Fosterella wurde 1960 durch Lyman Bradford Smith in Phytologia, Volume 7, S. 171 aufgestellt. Typusart der Gattung ist Fosterella micrantha (Lindl.) L.B.Sm., die ursprünglich als Pitcairnia micrantha Lindl. in Edward’s Bot. Reg., 29, misc. 44, 1843 beschrieben wurde. Die Gattung Fosterella wurde nach dem amerikanischen Gärtner und Sammler Mulford Bateman Foster (1888–1978) benannt, der Lyman B. Smith viele Arten für Neubeschreibungen zur Verfügung stellte.
Ein Synonym für Fosterella L.B.Sm. ist Fosterelia Airy Shaw nom. inval.
Seit der letzten Bearbeitung der Gattung durch Lyman B. Smith und R. J. Downs (1974–1977) in der Flora Neotropica, in der 13 Arten aufgelistet sind, wurden viele neue Arten beschrieben und die Zahl ist bis heute auf 30 angewachsen. Die meisten Arten sind selten und oft Lokalendemiten und so ist zu vermuten, dass noch eine Reihe von Arten auf ihre Entdeckung und Beschreibung warten. Ein DFG-Projekt Systematics and phylogeny of Fosterella (Bromeliaceae) (Pierre Ibisch, Georg Zizka, Roberto Vasquez, Kurt Weising 2002 bis 2007) hatte eine Revision der Gattung zum Ziel. Neben einigen anderen Veröffentlichungen sammelt die Dissertation von Martina Rex von 2007 Information zur Gattung. Zur Aufklärung der Verwandtschaftsverhältnisse wurden molekulargenetische Untersuchungen (AFLP, RAPD, Chloroplasten-DNA) durchgeführt. Die monophyletische Gattung Fosterella verbleibt bisher als eine von sechs Gattungen in der Unterfamilie Pitcairnioideae s. str.
Das Areal der Gattung Fosterella ist disjunkt. Die meisten Arten sind im zentralen Südamerika beheimatet. Nur Fosterella micrantha kommt isoliert in Zentralamerika vom südlichen Mexiko, Guatemala, bis El Salvador vor. Mit dem nordbrasilianischen Bundesstaat Pará hat Fosterella batistana auch ein isoliertes Areal. Das Zentrum der Artenvielfalt liegt in Bolivien in den Yungas-Bergregenwäldern des Departamento La Paz. Daneben findet man Arten in Peru (Fosterella aletroides), Paraguay (Fosterella rojasii) oder in Brasilien (beispielsweise Fosterella hatschbachii und Fosterella windischii). Der Ursprung der Gattung liegt wohl im Tiefland auf dem präkambrischen Schild Guayanas. Durch Fernausbreitung gelangten einige Arten in die Anden und eine Art nach Zentralamerika. Viele Arten sind Lokalendemiten mit inselartigen Vorkommen, beispielsweise in innerandinen Trockentälern. Sie gedeihen in semihumiden bis ariden Gebieten.
| In die Gattung Fosterella gehören seit Leme et al. 2019 etwa 34 Arten: |
| - Fosterella albicans (Griseb.) L.B.Smith (Syn.: Fosterella fuentesii Ibisch, R.Vásquez & E.Gross): Sie gedeiht an steilen Felshängen in Bolivien und Argentinien. - Fosterella aletroides (L.B.Sm.) L.B.Sm.: Sie gedeiht am Waldrand in Höhenlagen von etwa 900 Metern im peruanischen Departamento Cuzco. - Fosterella atlantica Leme, O.B.C.Ribeiro & Forzza: Sie wurde 2019 aus dem brasilianischen Bundesstaat Minas Gerais erstbeschrieben. Sie gedeiht an Felsen oder öfter terrestrisch in Höhenlagen von etwa 830 Metern. - Fosterella batistana Ibisch, Leme & J.Peters: Sie wurde 2008 aus dem brasilianischen Bundesstaat Para erstbeschrieben. Sie gedeiht an Felsen. - Fosterella bodoquenensis Leme & Forzza: Sie wurde 2019 aus dem brasilianischen Bundesstaat Mato Grosso do Sul erstbeschrieben. Sie gedeiht an Felsen in Höhenlagen von 200 bis 400 Metern. - Fosterella caulescens Rauh: Sie gedeiht in den Yungas Boliviens. - Fosterella chaparensis Ibisch, R.Vásquez & E.Gross: Sie gedeiht an feuchten Hängen der sehr feuchten Piedmont-Regenwälder in Höhenlagen von 600 bis 1550 Metern nur im bolivianischen Cochabamba. - Fosterella christophii Ibisch, Leme & J. Peters: Sie wurde 2008 aus dem bolivianischen Santa Cruz erstbeschrieben. Sie gedeiht terrestrisch in Höhenlagen von etwa 450 Metern. - Fosterella cotacajensis Kessler, Ibisch & E.Gross: Sie gedeiht in Höhenlagen von 2100 bis 2200 Metern im bolivianischen Cochabamba sowie La Paz. - Fosterella elviragrossiae Ibisch, R.Vásquez & J.Peters: Sie wurde 2008 aus dem bolivianischen Cochabamba erstbeschrieben. Sie gedeiht terrestrisch in Höhenlagen von etwa 1330 Metern. - Fosterella floridensis Ibisch, R.Vásquez & E.Gross: Sie gedeiht in der Krautschicht von semihumiden Wäldern in Höhenlagen von 450 bis 1100 Metern im bolivianischen Santa Cruz sowie La Paz. - Fosterella gracilis (Rusby) L.B.Sm.: Sie gedeiht in Höhenlagen von etwa 450 Metern nur im bolivianischen La Paz. - Fosterella graminea (L.B.Sm.) L.B.Sm.: Sie gedeiht in Höhenlagen von etwa 700 Metern nur im bolivianischen La Paz. - Fosterella hatschbachii L.B.Sm. & R.W.Read: Sie gedeiht in Höhenlagen von etwa 1700 Metern nur im brasilianischen Bundesstaat Mato Grosso do Sul. - Fosterella heterophylla Rauh: Sie gedeiht in Höhenlagen von etwa 1000 Metern nur im bolivianischen La Paz. - Fosterella kroemeri Ibisch, R.Vásquez & J.Peters: Sie gedeiht terrestrisch nur im bolivianischen La Paz. - Fosterella lilliputiana Leme & Forzza: Sie wurde 2019 aus dem brasilianischen Bundesstaat Mato Grosso erstbeschrieben. Sie gedeiht an Felsen in Höhenlagen von 465 bis 800 Metern. - Fosterella micrantha (Lindl.) L.B.Smith: Sie gedeiht meist terrestrisch, selten epiphytisch in feuchten oder trockenen Wäldern in Höhenlagen von etwa 330 bis 1200 Metern von Mexiko bis Guatemala und El Salvador. - Fosterella nicoliana J.Peters & Ibisch: Sie wurde 2008 in Die Bromelie erstbeschrieben. Sie weicht in Frucht und Form der Samen von allen anderen Arten ab. Sie ist im Amazonasgebiet in den peruanischen Departamentos San Martin sowie Loreto verbreitet. - Fosterella pearcei (Baker) L.B.Sm.: Sie gedeiht in Höhenlagen von 750 bis 900 Metern nur im bolivianischen La Paz. - Fosterella penduliflora (C.H.Wright) L.B.Sm. (Syn.: Fosterella chiquitana Ibisch, R.Vásquez & E.Gross, Fosterella latifolia Ibisch, R.Vásquez & E.Gross): Sie gedeiht an schattigen Felshängen in Höhenlagen von 500 bis 1500 Metern in Peru und Argentinien. - Fosterella petiolata (Mez) L.B.Sm.: Sie gedeiht an Felsen nur im peruanischen Departamento Puno. - Fosterella rexiae Ibisch, R.Vásquez & E.Gross: Sie gedeiht in Höhenlagen von 800 bis 1300 Metern nur im bolivianischen La Paz. - Fosterella robertreadii Ibisch & J.Peters: Sie wurde 2008 aus dem peruanischen Departamento Cusco erstbeschrieben. Sie gedeiht terrestrisch in Höhenlagen von 900 bis 1200 Metern. - Fosterella rojasii (L.B.Smith) L.B.Sm.: Sie kommt in Paraguay vor. - Fosterella rusbyi (Mez) L.B.Sm. (Syn.: Fosterella elata H.Luther): Sie kommt nur im bolivianischen La Paz vor. - Fosterella schidosperma (Baker) L.B.Sm.: Sie gedeiht in Höhenlagen von etwa 2000 Metern in Peru und Bolivien. - Fosterella spectabilis H.Luther: Sie gedeiht terrestrisch oder an Felsen in Höhenlagen von etwa 1700 Metern nur im bolivianischen Santa Cruz. - Fosterella vasquezii E.Gross & Ibisch: Sie gedeiht an steilen Sandsteinfelsen in Höhenlagen von etwa 200 Metern nur im bolivianischen Santa Cruz. - Fosterella villosula (Harms) L.B.Smith: Sie gedeiht an schattigen Felsen in Höhenlagen von 900 bis 1600 Metern in Bolivien. - Fosterella weberbaueri (Mez) L.B.Smith (Syn.: Fosterella schidosperma var. vestita L.B.Smith & R.W.Read): Sie gedeiht in Höhenlagen von etwa 600 Metern in Peru und in Bolivien nur in Cochabamba. - Fosterella weddelliana (Brongniart ex Baker) L.B.Smith (Syn.: Fosterella nowickii Ibisch, R.Vásquez & E.Gross): Sie gedeiht in Sumpfwiesen in Bolivien nur in La Paz. - Fosterella windischii L.B.Smith & R.W.Read: Sie gedeiht auf Felsaufschlüssen im Trockenwald in Höhenlagen von etwa 300 Metern in Brasilien und im bolivianischen Santa Cruz. - Fosterella yuvinkae Ibisch, R.Vásquez, E.Gross & S.Reichle: Sie wurde 2008 aus dem bolivianischen Chiquitos erstbeschrieben. |